# Дэвис, Алан (автор комиксов)
Алан Дэвис (англ. Alan Davis; род. 18 июня 1956) — британский автор комиксов. Наиболее известен работами над такими сериями, как Captain Britain, The Uncanny X-Men, ClanDestine, Detective Comics, Excalibur, JLA: The Nail и JLA: Another Nail.

## Карьера

### Работа в Великобритании
Дэвис начал свою карьеру в индустрии комиксов в фэнзине. Его первой профессиональной работой был стрип The Crusader в журнале Frantic Magazine.

## Личная жизнь
У Алана есть жена Хизер, сын Томас и дочь Полин. Томас родился примерно в то время, когда Дэвис начал работать над комиксами о Капитане Британии в 1981 году. Полин появилась через несколько лет.

## Награды и признание
В 2011 году Алан Дэвис получил премию Inkpot Award за свои достижения в комиксах.
Дабри Харн из Screen Rant называл Дэвиса одним из 10 лучших художников комиксов о Мстителях.

### DC Comics
- Batman and the Outsiders (Adventures of the Outsiders) #22-36 (1985—1986)
- Detective Comics #569-575 (1986—1987)
- Batman: Full Circle (1991)
- Legion of Superheroes vol. 4 #100, Annual #6 (1998)
- JLA: The Nail #1-3 (1998)
- Superboy's Legion #1-2 (2001)
- Batman: Gotham Knights (Batman Black and White) #25 (2002)
- JLA: Another Nail #1-3 (2004)

### Marvel Comics
- Astonishing X-Men: Ghost Boxes #1 (2008)
- Avengers vol. 3 #38-43, 63 (2001—2003)
- Avengers: Ultron Forever #1-3 (2015)
- Avengers Prime #1-5 (2010—2011)
- Avengers: The Children’s Crusade: Young Avengers (2011)
- Captain America vol. 6 #6-10 (2012)
- Captain America #703 (2018)
- Captain Britain and The Mighty Defenders #1-2 (2015)
- ClanDestine #1-8 (1994—1995)
- ClanDestine #1-5 (2008)
- Daredevil vol. 3 Annual #1 (2012)
- Dark Reign The List: Uncanny X-Men (2009)
- Excalibur #1-7, 9, 12-17, 23-24, 42-52, 54-58, 61-67 (1988—1993), Special Edition (1987)
- Fantastic Four Annual #33 (2012)
- Fantastic Four: The End #1-6 (2007)
- Fantastic Four vol. 3 #1-3 (1998)
- Free Comic Book Day: Civil War II (2016)
- Giant-Size X-Men: Nightcrawler #1 (2020)
- Guardians of the Galaxy: Mother Entropy #1-5 (2017)
- The Infinity Entity #1-4 (2016)
- Iron Man vol. 3 #64 (2003)
- Killraven #1-6 (2002)
- Marvel Comics #1000 (2019)
- Marvel Comics Presents (ClanDestine) #158 (1994)
- Marvel Super-Heroes (Black Knight) #4 (1990)
- Новые мутанты Annual #2-3 (1986—1987)
- Savage Hulk #1-4 (2014)
- Savage Sword of Conan vol. 2 #10-11 (2019)
- S.H.I.E.L.D. vol. 3 #3 (2015)
- Solo Avengers (She-Hulk) #14 (1989)
- Spider-Man — «The Official Movie Adaptation» (2002)
- Stan Lee Meets Doctor Strange (2006)
- Tarot #1-4 (2020)
- Thanos: The Infinity Siblings OGN (2018)
- Thanos: The Infinity Conflict OGN (2018)
- Thanos: The Infinity Ending OGN (2019)
- Thor vol. 2 #58 (2003)
- Mighty Thor #18-21 (2012)
- Thor: Truth of History (2008)
- The Totally Awesome Hulk #7-8 (2016)
- Uncanny X-Men (artist): #213, 215, 444—447, 450—451, 455—459, 462—463, Annual #11 (1987—2004); (writer): #366-380, Annual 1999 (1999—2000)
- Wolverine: Bloodlust (1990)
- Wolverine vol. 4 Annual #1 (2012)
- Wolverine vol. 5 #1-4, 8-13 (2013—2014)
- X-Men vol. 2 (artist): #85-90, 93-94, 96-98, Annual #9; (writer): #91-92, 95, 99 (1999—2000)
- X-Men: Schism #4 (2011)
- X-Men/ClanDestine #1-2 (1996)
- Young Avengers Presents #6 (2008)

### Marvel UK
- Captain Britain vol. 2 #1-14 (1985—1986)
- The Daredevils (Captain Britain) #1-11 (1983)
- The Empire Strikes Back Monthly #153, 156 (1982)
- Marvel Superheroes (Captain Britain) #377-388 (1981—1982)
- Mighty World of Marvel vol. 2 (Captain Britain) #7-16 (1983—1984)

### Другие издательства
- 2000 AD (Harry Twenty on the High Rock) #287-307; (D.R. and Quinch) #317, 350—351, 352—359, 363—367, 509; #525-534; Judge Dredd #585; No. 322 (1983) (IPC Magazines, 1982—1988)
- 2000 AD Sci-Fi Special (IPC Magazines, 1985)
- Gen13 Bootleg #1-2 (Image Comics, 1996)
- The Maze Agency Special #1 (Innovation Publishing, 1990)
- Miracleman #1-6 (Eclipse Comics, 1985—1986)
- Vampirella #19 (Harris Comics, 2003)
- Warrior (Marvelman) #4, 9-10, 13-16 (Quality Comics, 1982—1983)